# Lansing-Ishii-Abkommen

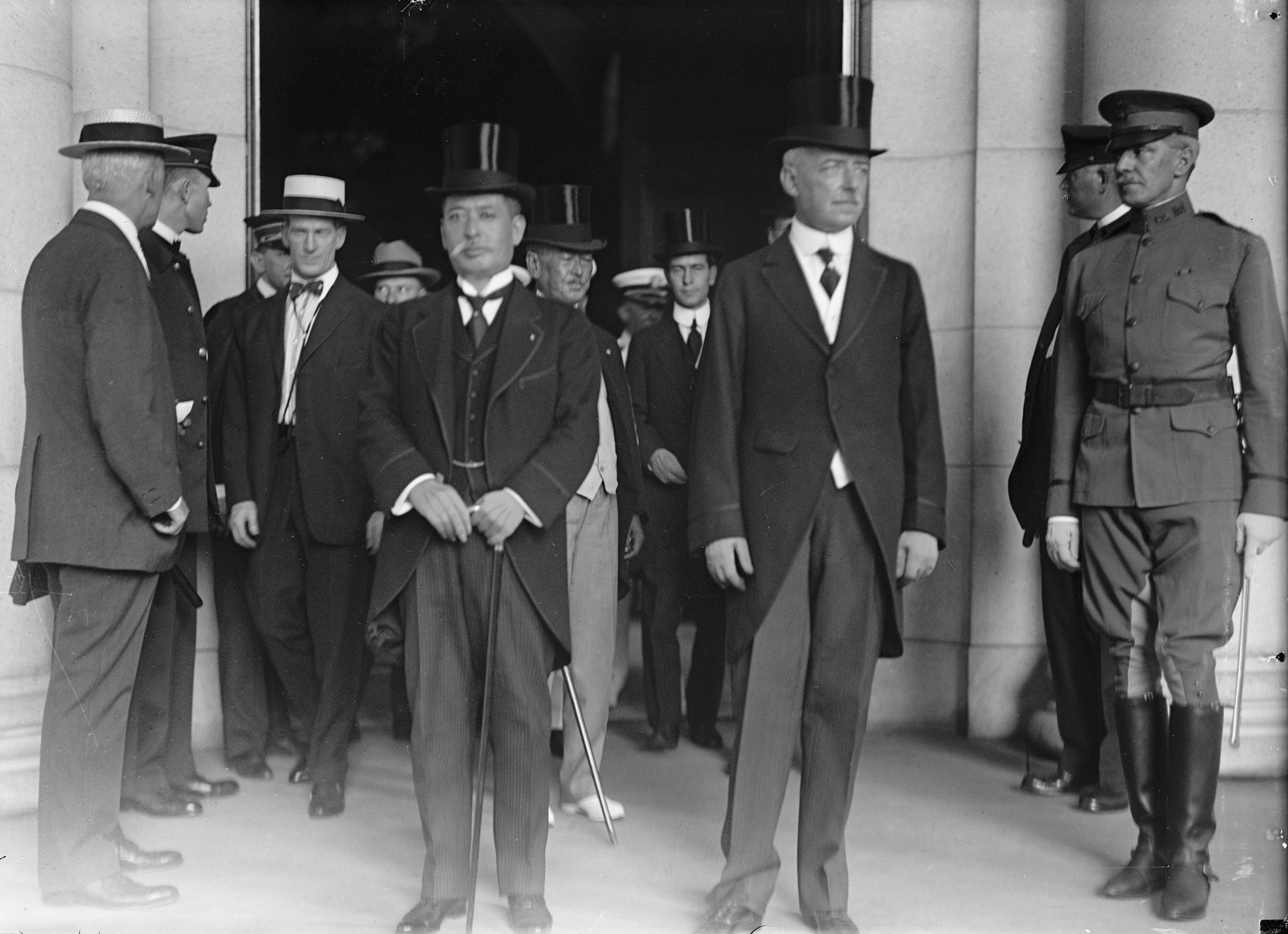
Vizegraf Ishii Kikujirō und US-Außenminister Robert Lansing nach der Unterzeichnung des Abkommens in Washington, D.C.

Das Lansing-Ishii-Abkommen (englisch Lansing-Ishii-Agreement; japanisch 石井・ランシング協定, Ishii Ranshingu kyōtei) wurde am 2. November 1917 zwischen dem Japanischen Kaiserreich und den Vereinigten Staaten von Amerika verabschiedet. Die Verhandlungsführer beider Nationen waren der ehemalige japanische Außenminister Ishii Kikujirō und der US-Außenminister Robert Lansing. Mit dem Abschluss dieses Abkommens verständigten sich die beiden pazifischen Mächte über ihre Interessen in China.

## Zum Abkommen
Im veröffentlichten Abkommen bekräftigen Ishii, ein Diplomat alter Schule, der eine Sondermission in den USA leitete, und Staatssekretär Lansing die Absicht der beiden Staaten, die Grundsätze der Politik der offenen Tür in Bezug auf China, das durch Krieg und Revolution gebeutelt war, zu wahren, nämlich Chinas Unabhängigkeit, seine territoriale und administrative Integrität. Die amerikanische Regierung versicherte außerdem, anzuerkennen, dass „territoriale Nähe zu besonderen Beziehungen zwischen Ländern führt und das daher … Japan spezielle Interessen bezüglich China hat, insbesondere auf dem Gebiet, die mit seinem Besitz dort zusammenhängen.“ Schließlich wurde in einem geheimen Zusatz zum öffentlichen Dokument vereinbart, beide Regierungen würden nicht versuchen, „Vorteile aus dem gegenwärtigen Zustand [des Ersten Weltkriegs] ziehen, also besondere Rechte oder Privilegien, die die Rechte von Bürgern anderer Staaten beeinträchtigen würden.“
Diese Ergebnisse von Gesprächen, die über zwei Monate auf höchster Ebene geführt worden waren, wurden der Welt präsentiert als Beleg für ein gegenseitiges Verständnis, das zu einer Befriedung der unterschiedlichen Vorgehensweise Japans und Amerikas China gegenüber geführt hätte. Unübersehbar war jedoch die Tatsache, dass das Abkommen voll von Mehrdeutigkeit und daher eigentlich keine Lösung des Interessenkonflikts war. Im April 1923, nach einer weiteren Definition des internationalen Verhaltens im Neun-Mächte-Vertrag (unterzeichnet in Washington am 6. Februar 1922) stimmten Japan und die USA der Annullierung des Lansing-Ishii-Abkommens zu.
Die Historiker waren insgesamt der Meinung, dass das Lansing-Ishii-Abkommen eine wichtige Stellung in den Japanisch-amerikanischen Beziehungen einnimmt. In den Jahren zwischen dem 1. und 2. Weltkrieg schien es bedeutend, weil es die langwährende japanisch-amerikanische Auseinandersetzungen bezüglich China regelte. Später sahen Historiker das Abkommen kritischer, da es nur einen minimalen Konsens darstellte.